# 假坦克
假坦克是一种在没有坦克时作军事欺骗之用的坦克模型。早期假坦克的设计有木制坦克和充气坦克，使其拥有能够骗过敌人所拥有的情报的能力，但这种设计很容易被发现，只能欺骗远距离的敌军。而现代的设计更加精密，能够模拟出热信号，使其能够更有效的起到欺骗的作用。

## 第一次世界大战
在第一次世界大战期间，盟军使用了英军重型坦克的“假版本”，这些“坦克”使用木质框架，坦克上覆盖着涂有颜色的黑森布。因为假坦克的履带无法使用，所以在部分假坦克下安装了隐藏车轮供马匹将其拖到其他地方。德军也发现了盟军使用了坦克模型，只部署了少量的真坦克，但德军认为这只是盟军正在进行军事训练而并非用于軍事欺騙。

## 第二次世界大战

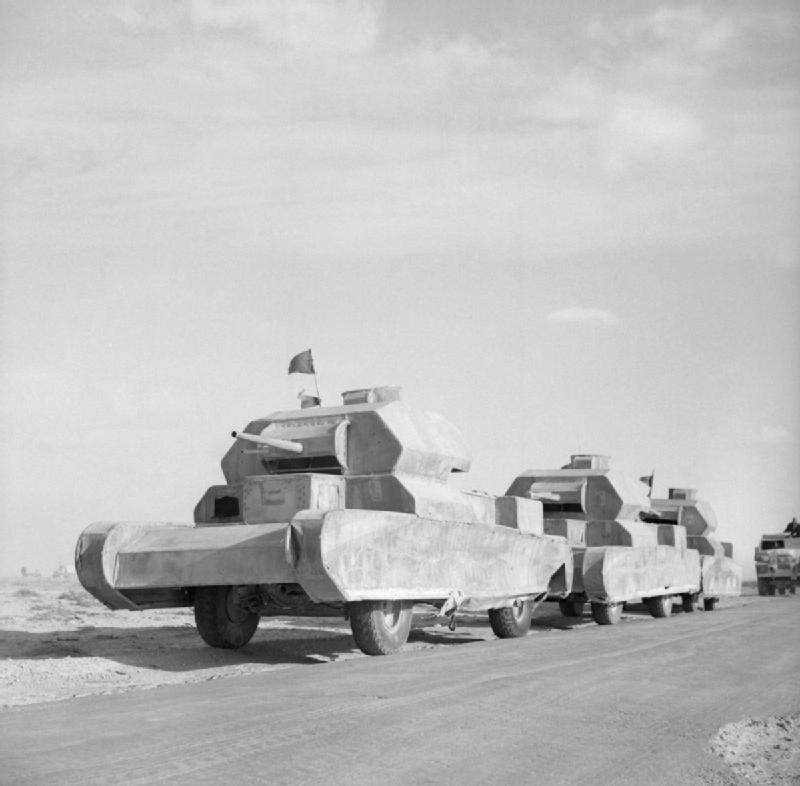
1942年2月13日开往前线的假坦克

在第二次世界大战期间，同盟国和轴心国都有大量使用假坦克的情况。且德军在战争开始前就利用假坦克进行训练和模拟军事演习。英国是第一个在战事中使用假坦克的国家，他们称之为“恶作剧”。
二战中，假坦克被第一次运用在了北非战场，驻扎在那里的英国军队以每天两辆的速度制作假坦克，在1941年4月至6月期间，他们建造了等同于三个皇家装甲兵团数量的假坦克，而在同年11月，他们又建造了相同的假坦克。这些假坦克可以“折叠”，因此便于行军，工程师们在此基础上进一步改进了这些假坦克及相关事项，他们使用吉普车来让假坦克具有更多的“机动性”。尽管吉普车无法模拟真实坦克的噪声或运动方式，但却可以快速部署这些假坦克到战事中。同时，也有人反其道而行之，使假坦克更像卡车。在这次战争中，也有一个新的装置被发明，它既能制造出类似于坦克的轨迹，又能抹去坦克真实的轨迹。

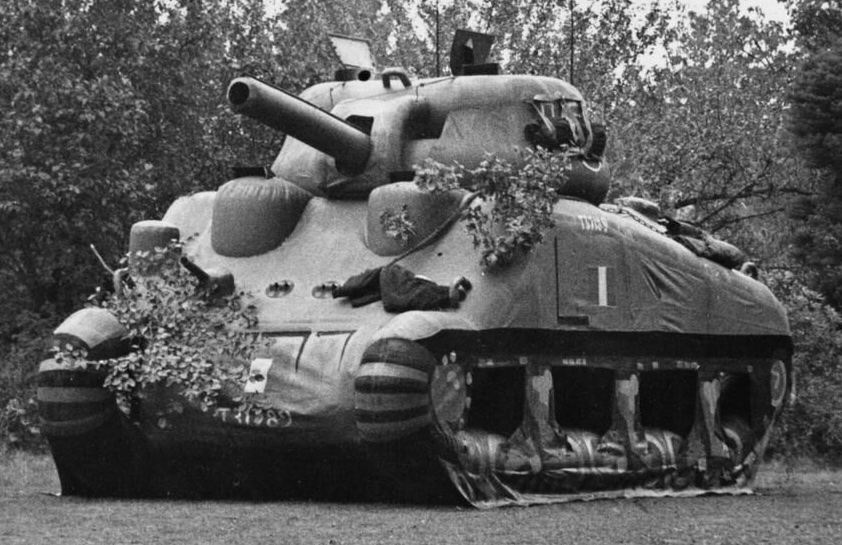
一辆仿照M4谢尔曼的充气坦克

在这次世界大战中，也出现了充气假坦克这样的由加压橡胶管网支撑的织物覆盖物所形成一种“气动骨架”，尽管它们在被攻击后会因为放气而很快收缩，但是通常来说，这样的假坦克在战场上非常受到欢迎。在1944年9月的一次行动中，英国在前线附近部署了148辆充气坦克，大约有一半被德国迫击炮以及盟军的炸弹所“摧毁”。
在诺曼底登陆前的“坚忍行动”中，同盟国军队使用了假坦克来迷惑德军的行动并扰乱其情报工作，假坦克在其中所起到的作用大致有二：让德国军队错判同盟国军队的坦克数量多于德国军队、淡化并隐藏了真实坦克的位置，使德军错判同盟国军队将会在加莱登陆而非在诺曼底登陆。然而，假坦克在整个坚忍行动中仅扮演了一个小角色，因为相比起驻扎在英格兰东部和东南部港口的假登陆舰，在那个阶段德国已经无法遣派侦察机前往英格兰确认情况。事实上，在坚忍行动中，对德国主要的军事欺骗是通过无线电和双重间谍来完成的。

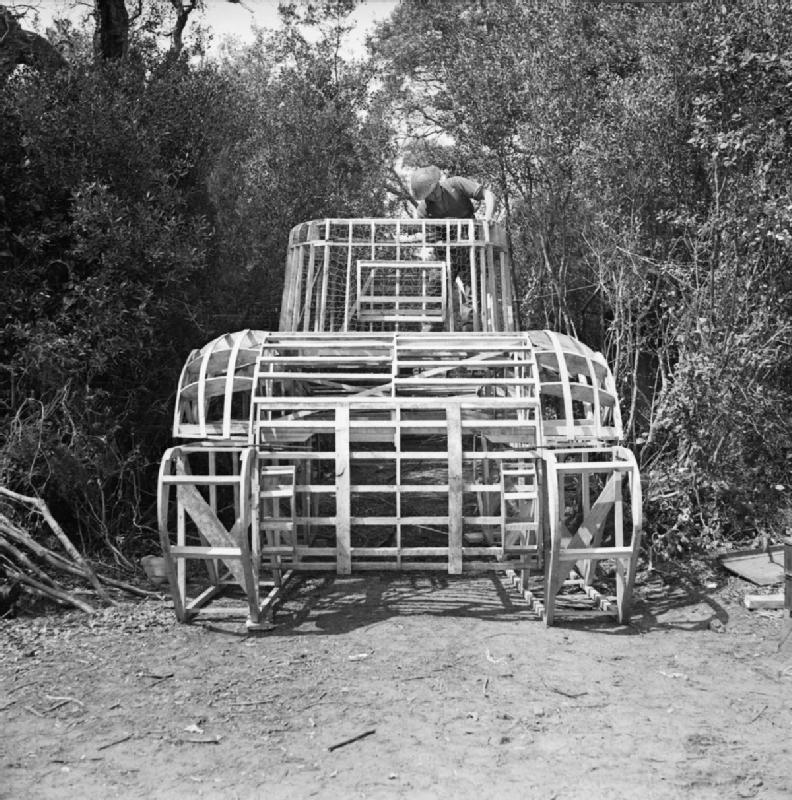
1944年4月29日在鹅卵石行动中皇家工兵第六野战团正在建造一辆假谢尔曼坦克

同盟国军队也在鹅卵石行动中没有坦克可投入战事中时部署了充气谢尔曼坦克。而在太平洋战场上有关于假坦克第一次记录是，日本在硫磺岛战役中所使用的假坦克被美军包围，美军在轰炸后发现这不是真坦克，只是用火山灰雕刻出来的雕塑而已。
苏联红军也使用了假坦克来掩藏真正的计划并增加了苏联红军坦克在表面上的数量。

## 现代

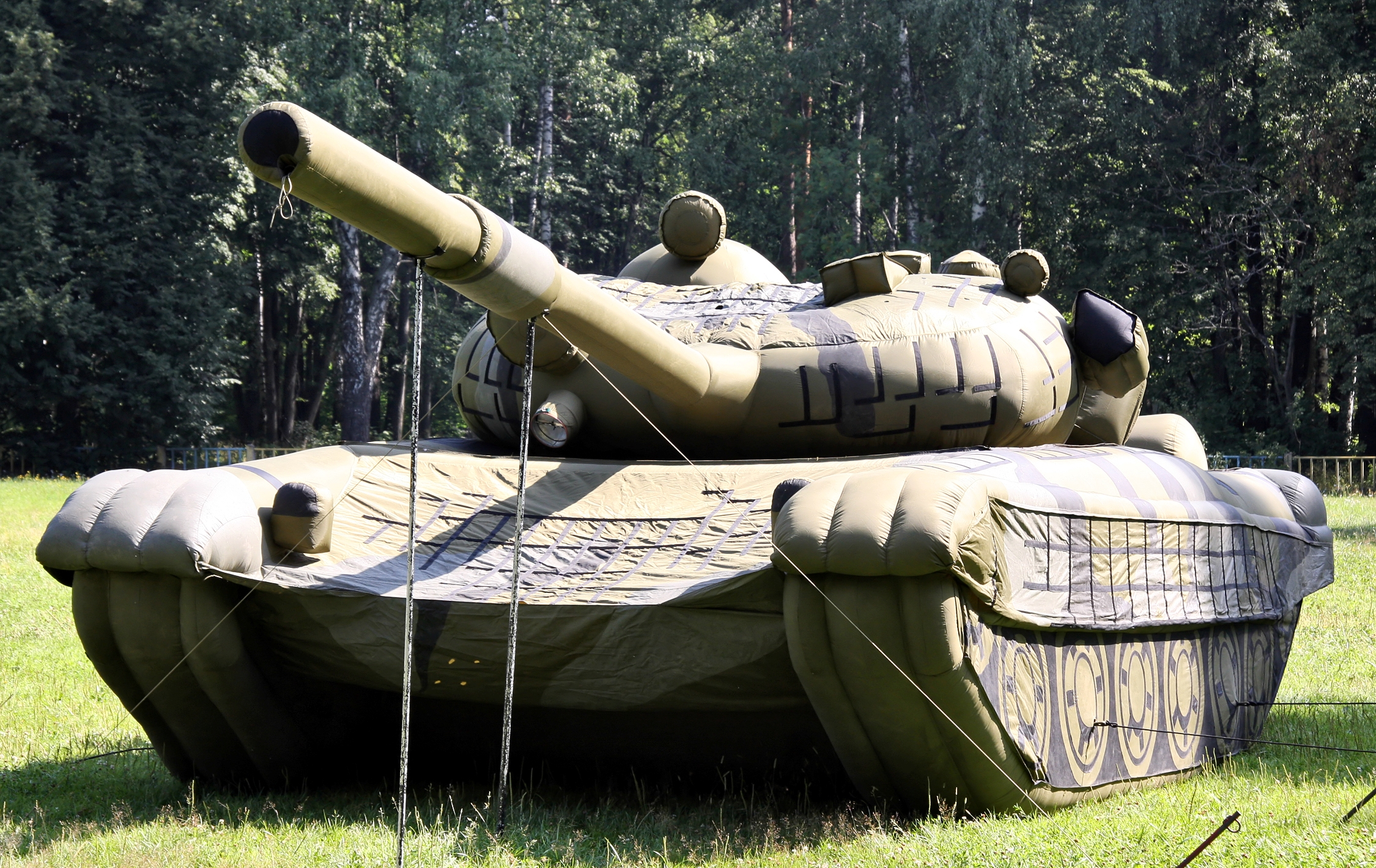
仿T-72的充气坦克

科索沃战争期间，塞尔维亚军队经常在战事中部署假坦克，使北约误以为他们摧毁的坦克远比实际多。
美国陆军也开发出了新型假坦克，它不仅在外观上模仿了M1艾布拉姆斯坦克，而且还能够模仿其所发射的热信号，使其能够在红外线探测器面前伪装自己更像真坦克，而且可以承受敌方火力，使得敌军不得不为此花费近一个小时的时间来摧毁这些诱饵。相比起用真正的M1坦克作为诱饵所需要的435万美元的成本，假M1坦克仅需要3300美元的成本。
在摩苏尔战役期间，伊斯兰国制造并部署了一些木制车辆用于分散联军的注意力。